# Alfonso Maria Mistrangelo
Alfonso Maria Mistrangelo Sch.P. (ur. 26 kwietnia 1852 w Savonie, zm. 7 listopada 1930 we Florencji) – włoski duchowny katolicki, arcybiskup Florencji i kardynał.

## Życiorys
Ukończył seminarium w rodzinnym mieście, a następnie wstąpił do zakonu pijarów. Śluby wieczyste złożył w 1874. Kształcił się w latach 1870–1877 w domu zakonnym pijarów. Święcenia kapłańskie otrzymał 17 marca 1877 w Aquis. Był wykładowcą w szkołach pijarskich w Finalborgo, a następnie w Ovada, gdzie został rektorem w roku 1880.
16 stycznia 1893 otrzymał nominację na biskupa Pontremoli. Sakrę przyjął tydzień później z rąk kardynała Lucido Maria Parocchi, Wikariusza Generalnego Rzymu. 19 czerwca 1899 przeniesiony na metropolię Florencja. Jednocześnie w latach 1900–1904 pełnił funkcję przełożonego generalnego swego zakonu. Na konsystorzu z grudnia 1915 kreowany kardynałem prezbiterem tytułu Santa Maria degli Angeli. Brał udział w konklawe 1922. Był wspaniałym mówcą, a także poetą. Umarł na skutek uśpienia eterem podczas operacji. Pochowany na jednym z cmentarzy we Florencji.